# Kotabaru Seberida
Kotabaru Seberida is een bestuurslaag in het regentschap Indragiri Hilir van de provincie Riau, Indonesië. Kotabaru Seberida telt 8546 inwoners (volkstelling 2010).